# Мезенцовы
Мезенцо́вы (реже Ме́зенцевы) — русские дворянские роды.
В России существуют несколько дворянских родов этой фамилии:
1. Потомки Григория Мезенцева, жившего в конце XVI века (в гербовник не внесены).
2. Потомство Афанасия Мезенцева, губного старосты в Курске (1623) (Герб. Часть IX. № 91).
3. Потомки Игнатия Мезенцева, жившего в начале XVII века (в гербовник не внесены).
4. Потомки Дениса Мезенцева, жившего во 2-й половине XVII века (в гербовник не внесены).
5. Потомки Семёна Мезенцева, жившего в начале XVIII века (в гербовник не внесены)[1].

Афанасий Мезенцов, губной старостой в Курске (1623). Его сын Григорий Афанасьевич губной староста там же(1688—1689), за службу в войне с Польшей (1654—1656) пожалован из поместья в вотчину в Курском уезде. Мезенцовы: Карп Григорьевич и Ермолай Семёнович — московские дворяне (1678—1692). Николай Владимирович Мезенцев (VI колено), шеф жандармов, убит (9 августа 1878) революционерами на Михайловской площади в С-Петербурге. Данный род Мезенцовых внесён в VI часть родословных книг Курской и Харьковской губерний.
Остальные рода внесены в VI часть родословных книг Курской, Нижегородской и Орловской губерний.
Князь Николай Фёдорович Мосальский (1812—1880), генерал-адъютант, генерал от артиллерии, женат на Софье Владимировне Мезенцовой, правнучке А. В. Суворова (сестре шефа жандармов Н. В. Мезенцова).
Сергей Петрович Мезенцев (1866 — расстрелян 22.10.1937), офицер русской армии, до революции состоял в императорской свите, будучи адъютантом великого князя Михаила Николаевича, женат на Вере Александровне Пушкиной (1872—1909), внучке поэта А. С. Пушкина, от брака трое детей.

## Известные представители
- Фёдор Андреевич Мезенцов — секретарь смоленской губернской канцелярии (1732)
  - Мезенцов, Иван Фёдорович (ок. 1732—1813) — архангельский губернатор
    - Мезенцов, Николай Иванович — подполковник артиллерии
      - Мезенцов, Иван Николаевич (1792—?) — юхновский земский исправник (1838)
        - Мезенцов, Пётр Иванович (1824—1897) — генерал-лейтенант, директор Пажеского корпуса и 2-го Московского кадетского

      - Мезенцов, Николай Николаевич — штабс-капитан
        - Мезенцов, Сергей Николаевич (1847—1911) — генерал-майор, член III Государственной думы.

    - Мезенцов, Михаил Иванович (1770—1848) — российский командир эпохи наполеоновских войн, генерал-лейтенант

  - Мезенцов, Пётр Фёдорович (ок. 1734—1792) — генерал-поручик, вологодский наместник
    - Мезенцов, Павел Петрович — Угличский уездный предводитель дворянства
      - Мезенцов, Николай Павлович (?—1874) — витебский вице-губернатор

    - Мезенцов, Владимир Петрович (1781—1833) — российский командир эпохи наполеоновских войн, генерал-майор
      - Мезенцов, Михаил Владимирович (1822—?) — гофмейстер, действительный статский советник
      - Мезенцов, Николай Владимирович (1827—1878) — генерал-лейтенант, генерал-адъютант, шеф жандармов и глава Третьего отделения.

Этот род Мезенцовых внесён в VI, II и III части родословных книг Калужской, Смоленской и Ярославской губерний.

## Описание герба
В щите, имеющем красное поле, диагонально изображены серебряные шпага и стрела, остриями обращённые шпага в правую, а стрела в левую стороны и на них к верхнему левому углу означена полоса, составленная из шахмат зелёного, красного и серебряного цвета.
Щит увенчан дворянскими шлемом и короной. Нашлемник: три страусовых пера. Намёт на щите красный и зелёный, подложенный серебром. Герб рода Мезенцовых внесён в Часть 9 Общего гербовника дворянских родов Всероссийской империи, стр. 91.